# Lillian Copelandová
Lillian Copelandová (25. listopadu 1904, New York – 7. července 1964, Los Angeles) byla americká atletka, olympijská vítězka v hodu diskem.

## Sportovní kariéra
Narodila se v rodině imigrantů z Polska. Jejím prvním mezinárodním úspěchem byla stříbrná medaile ze soutěže diskařek na olympiádě v Amsterdamu v roce 1928. O čtyři roky později na olympiádě v Los Angeles zvítězila v této disciplíně v novém olympijském rekordu 40,58 m.
Byla několikanásobnou mistryní USA ve vrhu koulí, hodu diskem i hodu oštěpem.